# Paul Oakenfold
Paul Mark Oakenfold (* 30. srpna 1963, Greenhithe, Kent, Anglie), je trancový producent a DJ.

## Biografie
V roce 1987 se Paulovi zalíbila taneční klubová hudba. Pod vlivem hudby z Ibizy, Italo disco, soulu a housu začal Paul tvořit, především remixy skladeb od U2, Massive Attack, Arrested Development, The Cure, Snoop Doggy Dogg, Simply Red, New Order a The Shamen, a to ve spolupráci se Stevem Osbornem pod názvem Perfecto. Mnoho z těchto remixů vydala Paulova nahrávací společnost Perfecto Records.
Zpočátku hrál Paul v malých klubech, ale brzy si vysloužil reputaci kvalitního DJe. V roce 1994 vytvořil Paul dvouhodinový set pro Essential Mix rádia BBC Radio 1. Tento set je známý jako tzv. Goa Mix a i v současnosti je jedním z nejžádanějších na síti BBC Radio 1.
Od roku 1994 do roku 1997 byl Paul součástí projektu Grace a i nadále remixoval a tvořil pod různými pseudonymy. V roce 2002 vydal Paul své první album s názvem Bunkka, na kterém lze nalézt vokály zpěváků a zpěvaček, jako jsou Nelly Furtado, Tricky, Nusrat Fateh Ali Khan, Ice Cube a Shifty Shellshock. V roce 2006 pak Paul vydal své druhé album A Lively Mind, které vytvořil v Jižní Karolíně v nejmenovaném strašidelném domě, protože byl přesvědčen, že strašidelná atmosféra může albu přidat nové svěží elementy.
V roce 2011 se jedna z jeho skladeb objevila také v závodní hře Test Drive Unlimited 2.

## Diskografie

### Alba
| Rok  | Název                                                 |
| ---- | ----------------------------------------------------- |
| 1994 | Journeys By DJ Volume 5: Journey Through The Spectrum |
| 1995 | A Voyage Into Trance                                  |
| 1996 | Perfecto Fluoro                                       |
| 1997 | Global Underground 002                                |
| 1998 | Tranceport                                            |
| 1998 | Global Underground 007                                |
| 1999 | Essential Millennium with Pete Tong & Fatboy Slim     |
| 1999 | Resident: Two Years of Oakenfold at Cream             |
| 2000 | Perfecto Presents: Travelling                         |
| 2000 | Perfecto Presents: Another World                      |
| 2001 | Swordfish: The Album                                  |
| 2001 | Perfecto Presents: Ibiza                              |
| 2002 | Bunkka                                                |
| 2003 | Perfecto Presents: Great Wall                         |
| 2004 | Creamfields                                           |
| 2005 | Perfecto Presents…The Club                            |
| 2006 | A Lively Mind                                         |

### Singly

#### aka Electra
- Jibaro (1988)
- It's Your Destiny / Autumn Love (1989)

#### aka Solid Gold Easy Amex
- Enjoy (1990)

#### aka Paul Oakenfold
jako Paul Oakenfold – Afrika Bambaataa and the Soulsonic Force:
- Planet Rock (2001)

jako Oakenfold:
- Southern Sun / Ready Steady Go (2002)

jako Oakenfold with vocals by Shifty Shellshock Of Crazy Town:
- Starry Eyed Surprise (2002)

jako Oakenfold with vocals by Nelly Furtado and Tricky
- The Harder They Come (2003)

jako Oakenfold:
- Hypnotised  (2003)

jako Oakenfold ft Tweety Pie:
- I thought I saw A Pussycat (2006)

jako Oakenfold ft Pharrell:
- Sex 'N' Money

jako Paul Oakenfold ft. Matt Goss – Firefly
- Firefly (Remixes) (2010)

jako Paul Oakenfold – Tokyo
- Perfecto Fluoro (2011)

jako Paul Oakenfold feat. Infected Mushroom – I'm Alive:
- Perfecto Fluoro (2011)

jako Paul Oakenfold – Full Moon Party
- Full on Fluoro (2011)

jako Paul Oakenfold feat. Robert Vadney – Pop Star
- We Are Planet Perfecto Volume 1 (2012)

jako Paul Oakenfold – Glow In The Dark
- Full on Fluoro (2012)

jako Paul Oakenfold – Come Together (2012)
- Full on Fluoro (2012)

#### aka Paul Oakenfold with Steve Osborne
jako Rise:
- The Single (1994)

jako Perfecto Allstarz:
- Reach Up (1995)

jako Virus:
- Sun (1995)
- Moon (1997)

jako Grace:
- Not Over Yet (1995)
- I Want To Live (1995)
- Skin on Skin (1996)
- Down to Earth (1996)
- If I Could Fly (1996)
- Hand in Hand (1997)
- Down To Earth Remix (1997)

#### aka Paul Oakenfold & Andy Gray
jako Element 4:
- Big Brother Theme (2002)

### Remixy
- 1991: Massive Attack – "Unfinished Sympathy (Paul Oakenfold Mix) & (Paul Oakenfold Instrumental Mix)"
- 1992: U2 – "Even Better Than the Real Thing (The Perfecto Mix)"
- 1995: Traci Lords – "Fallen Angel (Perfecto Mix)"
- 1996: Sneaker Pimps – "6 Underground (Perfecto Remix)"
- 1996: Mansun – "Wide Open Space (Perfecto Mix)"
- 1996: Alison Limerick – "Where Love Lives (Perfecto Mix)"
- 1997: Skunk Anansie – "Brazen (Weep) (Perfecto Mix)"
- 1997: The Crystal Method – "Busy Child (Paul Oakenfold Remix)"
- 1997: Olive – You're Not Alone (Oakenfold & Osborne Remix)
- 1998: The Smashing Pumpkins – "Perfect (Perfecto Mix)"
- 1999: Jan Johnston – "Flesh (Paul Oakenfold Edit)"
- 1999: Skip Raiders – "Another Day (Perfecto Mix)"
- 1999: Grace – "Not Over Yet (Planet Perfecto Mix)"
- 2000: Led Zeppelin – "Babe I'm Gonna Leave You (Quivver Remix)"
- 2001: Madonna – "What It Feels Like for a Girl (Paul Oakenfold Perfecto Mix)"
- 2001: Muse – "New Born (Oakenfold Perfecto Remix)"
- 2001: N*E*R*D Feat. Paul Harvey & Vita – "Lapdance (Paul Oakenfold Swordfish Mix)"
- 2001: PPK – "ResuRection (Perfecto Edit)"
- 2002: Incubus – "Are You In (Oakenfold Remix)"
- 2002: P.O.D. – "Satellite (Oakenfold Remix)"
- 2003: Justin Timberlake – "Rock Your Body (Oakenfold Remix)"
- 2003: Dave Matthews Band – "When the World Ends (Oakenfold Remix)"
- 2003: Elvis Presley – "Rubberneckin' (Paul Oakenfold Remix)"
- 2003: The Faint – "Glass Danse (Paul Oakenfold Remix)"
- 2003: Jennifer Lopez – "I'm Glad (Paul Oakenfold Perfecto Remix)"
- 2003: Madonna – "American Life (Oakenfold Downtempo Remix)"
- 2003: Madonna – "Hollywood (Oakenfold Full Remix) & (Oakenfold 12" Dub)"
- 2003: Michael Jackson – "One More Chance (Paul Oakenfold Mix), (Paul Oakenfold Pop Mix) & (Paul Oakenfold Urban Mix)"
- 2003: Underworld - "Born Slippy Nuxx (Paul Oakenfold Mix)"
- 2004: U2 – "Beautiful Day (Paul Oakenfold 2004 Mix)"
- 2006: Editors – "Camera (Oakenfold Remix)"
- 2006: Justin Timberlake – "My Love (Paul Oakenfold Radio Edit)"
- 2006: Kim Wilde – "Cambodia (Paul Oakenfold Remix)"
- 2006: Madonna – "Sorry (Paul Oakenfold Remix)"
- 2006: Paris Hilton – "Turn It Up (Paul Oakenfold Remix) & (Paul Oakenfold Remix Edit)"
- 2007: Britney Spears – "Gimme More (Paul Oakenfold Remix)"
- 2007: Clint Mansell – "Aeternal (Paul Oakenfold Remix)"
- 2007: The Doors – "L.A. Woman (Paul Oakenfold Remix)"
- 2007: Róisín Murphy – "Cry Baby (Paul Oakenfold Mix)"
- 2007: Hans Zimmer – "Jack's Suite (Paul Oakenfold Mix) & (Paul Oakenfold Mix Radio Edit)"
- 2007: PPK – "ResuRection (Perfecto Re-Edits)"
- 2007: Planet Perfecto – "Bullet In The Gun 2000 (Perfecto Re-Edits)"
- 2007: Grace – "Not Over Yet (Perfecto Mix)"
- 2007: Robert Owens – "I'll Be Your Friend (Perfecto Re-Edits)"
- 2007: David Arnold – "James Bond Theme (Oakenfold Mix)"
- 2008: Radiohead – "Everything In Its Right Place (Exclusive New Oakenfold 2008 Remix)"
- 2008: Mark Ronson feat. Daniel Merriweather "Stop Me (Exclusive New Oakenfold 2008 Remix)"
- 2008: Groove Zone – "Eisbaer (Exclusive New Oakenfold 2008 Remix)"
- 2008: Dirty Vegas – "Days Go By (Paul Oakenfold Vocal Remix)"
- 2008: Joyriders – "Big Brother UK Theme (Oakenfold Mix)"
- 2008: Everything But The Girl – "Missing (Exclusive New Oakenfold 2008 Remix)"
- 2008: Paul Oakenfold – "Southern Sun (Exclusive New Oakenfold 2008 Remix)"
- 2010: Björk – "Pagan Poetry (Paul Oakenfold Remix)"
- 2010: Massive Attack – "Unfinished Sympathy (Oakenfold 2010 Rework)"
- 2011: Planet Perfecto Knights – "ResuRection (Paul Oakenfold Full On Fluoro Mix)"
- 2012: Manufactured Superstars & Jeziel Quintela feat. Christian Burns – "Silver Splits (Paul Oakenfold Remix)"
- 2012: Yahel & Liya – "Creatures (Paul Oakenfold Remix)"
- 2012: Bruno Mars – "Locked Out Of Heaven (Paul Oakenfold Remix)"